# Une si jolie petite fille
Une si jolie petite fille est un roman de Michel Mardore publié en 1976 aux éditions Grasset.

## Résumé
Au cours d'un reportage télévisé sur les suicides d'enfants, un journaliste de 30 ans tombe éperdument amoureux d'une fillette de 9 ans, disparue.

## Critiques
- « Un livre percutant, angoissant, du cinéaste et romancier Michel Mardore »[1].
- « Nourri d'une écriture sèche, parfois systématique, le livre demeure limpide, il aurait pu facilement dévier vers un lyrisme grossier, Michel Mardore ne s'est pas laissé prendre au piège. Le portrait qu'il trace de l'homme de télévision, intellectuel frustré, malade de lui-même est assez saisissant et juste (...) Exceptionnelle est cette petite morte qui habite chaque page et chavire de chapitre en chapitre sans jamais se poser, bien sûr, elle est imprenable et inaccessible. (...) Michel Mardore est un singulier visionnaire: ce qu'il nous donne à voir n'existe pas »[2].
- « D'une écriture plus concertée qu'il paraît, tout entière concentrée en petits groupes de texte, conjugués au présent, d'une plume blanche et rigoureuse, Mardore questionne aussi la force de suggestion des images »[3].